# Marilyn McReavy
Marilyn Louise McReavy (24 tháng 10 năm 1944 - 13 tháng 4 năm 2023) là một vận động viên bóng chuyền người Mỹ. Bà đã chơi cho Đội tuyển quốc gia Hoa Kỳ tại Đại hội Thể thao Liên Mỹ năm 1967, Thế vận hội Mùa hè 1968 
, và Đại hội Thể thao Liên Mỹ năm 1971. Bà sinh ra ở San Angelo, Texas.
Bà qua đời vào ngày 13 tháng 4 năm 2023, hưởng thọ 78 tuổi.